# Липенка (река, впадает в Псковское озеро)
Липенка — река в России, протекает в Псковском районе Псковской области. Впадает в Псковское озеро Псковско-Чудского озёрного комплекса. Длина реки составляет 14 км.

## Данные водного реестра
По данным государственного водного реестра России относится к Балтийскому бассейновому округу, речной бассейн — Нарва (российская часть бассейна), водохозяйственный участок — водные объекты бассейна озера Чудско-Псковского без реки Великой.
Код объекта в государственном водном реестре — 01030000312102000027565.